# Тишоминго (Оклахома)
Тишоминго (енгл. Tishomingo) град је у америчкој савезној држави Оклахома.

## Демографија
По попису из 2010. године број становника је 3.034, што је 128 (-4,0%) становника мање него 2000. године.
| Група             | 2000.         | 2010.         |
| Белци             | 2.280 (72,1%) | 2.042 (67,3%) |
| Афроамериканци    | 147 (4,6%)    | 155 (5,1%)    |
| Азијати           | 14 (0,4%)     | 20 (0,7%)     |
| Хиспаноамериканци | 96 (3,0%)     | 118 (3,9%)    |
| Укупно            | 3.162         | 3.034         |